# Clavularia marioni
Clavularia marioni är en korallart som beskrevs av von Koch 1891. Clavularia marioni ingår i släktet Clavularia och familjen Clavulariidae. Inga underarter finns listade i Catalogue of Life.